# 全国抵抗評議会
全国抵抗評議会（ぜんこくていこうひょうぎかい、仏語：Conseil National de la Resistance、略称CNR）は、ジャン・ムーランによって設立を宣言されたフランスのレジスタンス組織。1943年5月7日に組織され、1943年5月27日にレジスタンス活動家約20名がパリで初めての会合をもった。ムーラン逮捕後はジョルジュ・ビドーが議長をつとめ、レジスタンス組織の一斉蜂起によるパリ解放に重要な役割を果たした。